# Clube dos 13
Clube dos 13 (C13), oficialmente União dos Grandes Clubes do Futebol Brasileiro, foi uma organização brasileira formada em 11 de julho de 1987 para defender os interesses políticos e comerciais de 13 clubes de futebol do Brasil. Possuía sede em Porto Alegre, mas existe apenas formalmente perante a Justiça brasileira em razão de dívida ajuizada judicialmente.
Na época da fundação, os clubes fundadores que eram os treze primeiros do Ranking da CBF, em ordem alfabética: Atlético-MG, Bahia, Botafogo, Corinthians, Cruzeiro, Flamengo, Fluminense, Grêmio, Internacional, Palmeiras, Santos, São Paulo e Vasco. Anos depois, a organização foi expandida em quantidade de membros, chegando a 20 clubes associados, porém, sem perder o nome original. Ela negociava os direitos de transmissão de campeonatos como o Brasileiro com as emissoras de rádio e televisão. Também dialogava com a Confederação Brasileira de Futebol (CBF) acerca das formas de disputa dos campeonatos nacionais.

## História
A origem do Clube dos 13 é entrelaçada à história da Copa União, em seu ano de fundação, 1987. A partir de 1988, o Clube dos 13 passou a ter como sua única finalidade a negociação dos direitos de transmissão.
Em 1997, Coritiba, Goiás e Sport passam a fazer parte do grupo. Dois anos depois, Atlético-PR, Guarani, Portuguesa e Vitória também são incorporados. Em 2000, a CBF teve problemas jurídicos e foi o Clube dos 13 quem organizou a Copa João Havelange, dividida em quatro módulos, totalizando 116 times de três divisões. O Vasco da Gama sagrou-se campeão.
A entidade foi fundada por 13 clubes (daí o nome, Clube dos Treze). Posteriormente, outros sete clubes foram aceitos como participantes, totalizando 20 membros. A viabilização do Clube dos 13 se deu através do Plano de Marketing da Copa União - Que viria a ser chamado Módulo Verde do Campeonato Brasileiro de 1987 pela CBF - desenvolvido por João Henrique Areias, na época gerente de eventos e promoções da IBM Brasil e VP de Marketing do Flamengo que o comercializou com a ajuda de Celso Grellet, VP Marketing do São Paulo, com TV Globo, Coca Cola, Varig, Editora Abril e Dover (indústria de plásticos).
Em um mês foram arrecadados 6 milhões de dólares, suficientes para cobrir as despesas com viagens e estadias do evento (estimadas em 1 milhão de dólares) e criar novas fontes de recursos para os clubes. Além disto, a média de público de mais de 20 mil pessoas por partida foi, até hoje, superada apenas uma vez.
Em 2000, o Gama, por não ter aceitado o seu rebaixamento à Série B em 1999, com apoio do Sindicato dos Técnicos de Futebol do Distrito Federal, do deputado Aldo Rebelo e do PFL (posteriormente denominado DEM), entrou com uma ação na Justiça comum exigindo sua reintegração à série A. Em junho de 2000, o processo ainda não havia sido julgado em todas as instâncias, o que impediu a CBF de publicar o regulamento do campeonato que deveria iniciar em seguida. Sendo assim, a CBF não pôde realizar o campeonato daquele ano. Diante dessa situação, o Clube dos 13 assumiu a organização do campeonato de 2000, o qual ficou conhecido por Copa João Havelange.
No ano de 2007, dirigentes do Atlético Mineiro, Botafogo, Cruzeiro, Flamengo e São Paulo criaram um canal de participação permanente dos associados por não estarem conformes com a forma de gestão do presidente Fábio Koff. Mas, com a não aceitação da proposta, os dirigentes, revoltados, retiraram-se da reunião e a ruptura entre os clubes pareceu iminente. A partir desse momento, segundo nota oficial do tricolor paulista, "São Paulo, Botafogo, Flamengo, Cruzeiro e Atlético-MG se encontram em sessão permanente, e, juntos, tomarão as medidas necessárias em defesa de seus interesses, sempre abertos ao diálogo com os demais clubes." Os clubes, porém, se mantiveram filiados.
Em 2010, foi reeleito o presidente Fábio Koff, vencendo o opositor Kléber Leite, que era apoiado por Ricardo Teixeira, presidente da CBF. Estavam em jogo muitas negociações entre os membros para arrecadação de votos. O vencedor com doze votos a 8 foi Fábio Koff, que está na presidência desde 1995. Votaram a favor de Fábio Koff: Atlético-MG, Athlético-PR, Bahia, Flamengo, Fluminense, Grêmio (clube anteriormente presidido por Koff), Guarani, Inter, Palmeiras, Portuguesa, São Paulo e Sport. Votaram a favor de Kleber Leite: Botafogo, Corinthians, Coritiba, Cruzeiro, Goiás, Santos, Vasco e Vitória.
No dia 23 de fevereiro de 2011, o Corinthians requereu sua desfiliação do Clube dos 13 por não concordar com a forma em que a entidade estava negociando os direitos de transmissão do Campeonato Brasileiro para os anos de 2012, 2013 e 2014 com os diversos meios de comunicação interessados. O mesmo caminho foi seguido pelo Botafogo no dia 25 de março do mesmo ano. Anteriormente, o clube, junto com Flamengo, Fluminense e Vasco, já havia anunciado que iria negociar seus direitos de transmissão diretamente, sem mediação do Clube dos 13, posição seguida posteriormente também pelo Coritiba, pelo Cruzeiro e pelo Vitória, Santos, Goiás, Sport e Bahia.

## Membros

### Fundadores
| Clube            | Município      | Estado            |
| ---------------- | -------------- | ----------------- |
| Atlético Mineiro | Belo Horizonte | Minas Gerais      |
| Bahia            | Salvador       | Bahia             |
| Botafogo         | Rio de Janeiro | Rio de Janeiro    |
| Corinthians      | São Paulo      | São Paulo         |
| Cruzeiro         | Belo Horizonte | Minas Gerais      |
| Flamengo         | Rio de Janeiro | Rio de Janeiro    |
| Fluminense       | Rio de Janeiro | Rio de Janeiro    |
| Grêmio           | Porto Alegre   | Rio Grande do Sul |
| Internacional    | Porto Alegre   | Rio Grande do Sul |
| Palmeiras        | São Paulo      | São Paulo         |
| Santos           | Santos         | São Paulo         |
| São Paulo        | São Paulo      | São Paulo         |
| Vasco da Gama    | Rio de Janeiro | Rio de Janeiro    |

### Subsequentes
| Clube               | Município | Estado     | Admissão |
| ------------------- | --------- | ---------- | -------- |
| Atletico Paranaense | Curitiba  | Paraná     | 1999     |
| Coritiba            | Curitiba  | Paraná     | 1997     |
| Goiás               | Goiânia   | Goiás      | 1997     |
| Guarani             | Campinas  | São Paulo  | 1999     |
| Portuguesa          | São Paulo | São Paulo  | 1999     |
| Sport Recife        | Recife    | Pernambuco | 1997     |
| Vitória             | Salvador  | Bahia      | 1999     |